# Trzynasty Kneset
Trzynasty Kneset – trzynasta kadencja parlamentu Izraela odbywająca się w latach 1992–1996.
Wybory odbyły się 23 czerwca 1992, a pierwsze posiedzenie parlamentu miało miejsce 13 lipca 1992.

## Oficjalne wyniki wyborów
|  | Partia                                                                                   | Głosy     | Procent | Mandaty |
|  | ---------------------------------------------------------------------------------------- | --------- | ------- | ------- |
|  | Partia Pracy (Awoda) (ליכוד)                                                             | 906.810   | 34,7%   | 44      |
|  | Likud (ליכוד)                                                                            | 651.229   | 24,9%   | 32      |
|  | Merec (מרצ)                                                                              | 250.667   | 9,6%    | 12      |
|  | Comet (צומת)                                                                             | 166.366   | 6,4%    | 8       |
|  | Narodowa Partia Religijna (Mafdal) (מפלגה דתית לאומית-מפד"ל)                             | 129.663   | 5,0%    | 6       |
|  | Szas (ש"ס)                                                                               | 129.347   | 4,9%    | 6       |
|  | Zjednoczony Judaizm Tory (יהדות התורה)                                                   | 86.167    | 3,3%    | 4       |
|  | Hadasz (Demokratyczny Front na Rzecz Pokoju i Równości) (החזית הדמוקרטית לשלום ולשוויון) | 62.545    | 2,4%    | 3       |
|  | Moledet (מולדת)                                                                          | 62.269    | 2,4%    | 3       |
|  | Arabska Partia Demokratyczna                                                             | 40.788    | 1,6%    | 2       |
|  | Razem                                                                                    | 2.616.841 | 100,0%  | 120     |

## Posłowie
Posłowie wybrani w wyborach:
| Partia                       | Posłowie |
| ---------------------------- | --- |
| Partia Pracy                 | Szemu’el Awital, Uzzi Baram, Josi Belin, Binjamin Ben Eli’ezer, Eli Ben-Menachem, Szelomo Bochbot, Awraham Burg, Ra’anan Kohen, Eli Dajan, Ja’el Dajan, Refa’el Ederi, Rafi Elul, Gedalia Gal, Micha Goldman, Eli Goldschmidt, Mordechaj Gur, Micha’el Charisz, Dalja Icik, Awigdor Kahalani, Josi Kac, Jisra’el Kesar, Joram Las, Dawid Liba’i, Masza Lubelski, Nawaf Masalaha, Chaggaj Merom, Ora Namir, Uri Or, Szimon Peres, Amir Perec, Icchak Rabin, Chajjim Ramon, Gidon Sagi, Mosze Szachal, Ja’akow Szefi, Szimon Szitrit, Awraham Szochat, Efrajim Sneh, Salih Tarif, Josef Wanunu, Szewach Weiss, Awraham Jechezkel, Emanu’el Zisman, Nissim Cewili |
| Likud                        | Sza’ul Amor, Asad Asad, Ze’ew Binjamin Begin, Elijjahu Ben Elisar, Na’omi Blumenthal, Micha’el Etan, Owadja Eli, Efrajim Gur, Cachi Hanegbi, Awraham Hirszson, Mosze Kacaw, Chajjim Kaufman, Uzzi Landau, Dawid Lewi, Limor Liwnat, Dawid Magen, Jehoszua Maca, Dawid Mena, Dan Meridor, Roni Milo, Ron Nachman, Binjamin Netanjahu, Mosze Nissim, Ehud Olmert, Gidon Patt, Silwan Szalom, Ja’akow Szamaj, Icchak Szamir, Ariel Szaron, Me’ir Szitrit, Dow Szilanski, Dan Tichon |
| Merec                        | Szulammit Alloni, Na’omi Chazzan, Ran Kohen, Anat Ma’or, Chajjim Oron, Awraham Poraz, Amnon Rubinstein, Walid Sadik, Josi Sarid, Binjamin Temkin, Ja’ir Caban, Dawid Zucker |
| Comet                        | Pini Badasz, Chajjim Dajan, Refa’el Etan, Aleks Goldfarb, Mosze Peled, Ester Salmowic, Eli’ezer Sandberg, Gonen Segew |
| Narodowa Partia Religijna    | Jigga’el Bibi, Zewulun Hammer, Jicchak Lewi, Chanan Porat, Awner-Chaj Szaki, Sza’ul Jahalom |
| Szas                         | Josef Azran, Szelomo Benizri, Arje Deri, Arje Gamliel, Mosze Maja, Refa’el Pinchasi |
| Zjednoczony Judaizm Tory     | Szemu’el Halpert, Jicchak Perec, Menachem Porusz, Awraham Josef Szapira |
| Hadasz                       | Tamar Gożanski, Haszem Mahameed, Taufik Zi’ad |
| Moledet                      | Josef Ba-Gad, Sza’ul Gutman, Rechawam Ze’ewi |
| Arabska Partia Demokratyczna | Abdulwahab Darawsze, Taleb El-Sana |

### Zmiany
Zmiany w trakcie kadencji:
| Następca         | Poprzednik       | Partia                   | Data             |
| ---------------- | ---------------- | ------------------------ | ---------------- |
| Awraham Rawic    | Jicchak Perec    | Zjednoczony Judaizm Tory | 16 lipca 1992    |
| Ari’el Weinstein | Roni Milo        | Likud                    | 30 grudnia 1993  |
| Awraham Werdiger | Menachem Porusz  | Zjednoczony Judaizm Tory | 28 czerwca 1994  |
| Mosze Gafni      | Szemu’el Halpert | Zjednoczony Judaizm Tory | 28 czerwca 1994  |
| Salih Salim      | Taufik Zi’ad     | Hadasz                   | 7 lipca 1994     |
| Hanna Hadad      | Awraham Burg     | Partia Pracy             | 5 lipca 1995     |
| Awraham Kac-Oz   | Mordechaj Gur    | Partia Pracy             | 16 lipca 1995    |
| Josef Achime’ir  | Chajjim Kaufman  | Likud                    | 7 sierpnia 1995  |
| Nawa Arad        | Icchak Rabin     | Partia Pracy             | 5 listopada 1995 |
| Micha’el Racon   | Ari’el Weinstein | Likud                    | 10 marca 1996    |
| Cewi Nir         | Ora Namir        | Partia Pracy             | 21 maja 1996     |
| Pini Szomer      | Awraham Kac-Oz   | Partia Pracy             | 28 maja 1996     |

## Historia
Najważniejszym wydarzeniem było podpisanie porozumienia z Palestyńczykami i traktatu pokojowego z Jordanią, a także zabójstwo premiera Icchaka Rabina. Po wyborach sformowanie nowego rządu zostało powierzone Izraelskiej Partii Pracy. Nowy rząd od samego początku przyjął kurs ku procesowi pokojowemu.
W grudniu 1992 Izrael wydalił ze swojego terytorium 415 radykalnych działaczy palestyńskich organizacji Hamas i Islamski Dżihad. Zastój w pokojowych rozmowach został jednak przełamany dzięki tajnym negocjacjom z Organizacją Wyzwolenia Palestyny, które rozpoczęto w styczniu 1993 w Norwegii. 13 września 1993 w Waszyngtonie podpisano Deklarację Pokojowych Intencji (Oslo I) pomiędzy Izraelem a Organizacją Wyzwolenia Palestyny. Zawarte porozumienie wiązało się z uznaniem przez Izrael Organizacji Wyzwolenia Palestyny, która reprezentowała interesy Palestyńczyków. Głównym celem owego porozumienia było utworzenie tymczasowego samorządu palestyńskiego w Strefie Gazy i Jerycha na okres do 5 lat. W zamian OWP zobowiązała się do likwidacji terroryzmu.
Zawarte porozumienie wzbudziło wiele kontrowersji w Knesecie i w całym społeczeństwie. 23 września 1993 Kneset przegłosował przyjęcie zawartej ugody.
28 września 1995 podpisano dodatkowe porozumienie (Oslo II) pomiędzy Izraelem a Organizacją Wyzwolenia Palestyny. Na mocy tego porozumienia Izrael rozpoczął wycofywanie swoich wojsk oraz administracji z miast Judei i Samarii. Na tym obszarze miały odbyć się wybory do palestyńskich władz.
Z powodu zawartego z Palestyńczykami porozumienia, przez cały Izrael przetoczyła się fala demonstracji niezadowolenia. Pewna część demonstrujących Izraelczyków zachowywała się bardzo agresywnie względem rządu i jego polityki. Jako kontrdemonstrację, zwolennicy pokoju zorganizowali w Tel Awiwie wiec, na którym wystąpił premier Icchak Rabin. Podczas tego wystąpienia, żydowski ekstremista Jigal Amir zamordował premiera Rabina. To traumatyczne wydarzenie spowodowało głęboki wstrząs w całym państwie. Większość społeczeństwa ostro potępiła ten akt terroru, pomimo szerzącego się powszechnie sprzeciwu wobec polityki rządu.
Na forum Knesetu członkowie opozycji bardzo często poruszali temat palestyńskiego terroru, który nie ustępował pomimo zawartych pokojowych porozumień. Szczególnie bolesne było terrorystyczne uderzenie Hamasu i Islamskiego Dżihadu, które nastąpiło na przełomie lutego i marca 1996.
26 października 1994 Izrael podpisał z Jordanią porozumienie pokojowe. Następnego dnia zostało ono większością głosów przyjęte przez Kneset.
Kneset zajmował się również przyszłością Wzgórz Golan, pomimo braku postępu w negocjacjach z Syrią. Lewicowe stronnictwa polityczne popierały pomysł wycofania wojsk ze Wzgórz Golan i oddania ich Syrii. Z powodu różnicy poglądów na ten temat nastąpiło drobne rozbicie wewnątrz Izraelskiej Partii Pracy.
W sprawach gospodarczych Kneset zajmował się prywatyzacją niektórych państwowych przedsiębiorstw, sprzedażą części państwowych banków i zamiarem rządu, aby opodatkować rynek papierów wartościowych (początek 1995).
Kneset zajmował się także dramatyczną masakrą 29 Palestyńczyków w Grocie Patriarchów w Hebronie.

### Dwudziesty piąty rząd(1992–1995)
Dwudziesty piąty rząd został sformowany przez Icchaka Rabina w dniu 13 lipca 1992.
Po zabójstwie premiera w dniu 4 listopada 1995, przemianowano rząd w przejściowy.

### Dwudziesty szósty rząd(1995–1996)
Dwudziesty szósty rząd został sformowany przez Szimona Peresa w dniu 22 listopada 1995.